# Хидиров, Бекзод Султанмурадович
Бекзо́д Султанмура́дович Хиди́ров (род. 18 декабря 1981) — узбекский боксёр, представитель лёгкой, полулёгкой и легчайшей весовых категорий. Выступал за сборную Узбекистана по боксу на всём протяжении 2000-х годов, чемпион Азии, чемпион Центральноазиатских игр, серебряный и бронзовый призёр Азиатских игр, победитель и призёр многих турниров международного значения, участник летних Олимпийских игр в Афинах. Ныне — тренер по боксу.

## Биография
Бекзод Хидиров родился 30 марта 1981 года.
Первого серьёзного успеха на взрослом международном уровне добился в сезоне 2002 года, когда вошёл в основной состав узбекской национальной сборной и в зачёте легчайшей весовой категории одержал победу на чемпионате Азии в Серембане. Позже побывал на Азиатских играх в Пусане, откуда привёз награду серебряного достоинства — в решающем финальном поединке уступил представителю Южной Кореи Ким Вон Илю. Также в этом сезоне выиграл серебряную медаль на Мемориале Странджи в Пловдиве, где проиграл в финале кубинцу Гильермо Ригондо. За эти выдающиеся достижения по итогам сезона ему было присвоено почётное звание «Узбекистон ифтихори».
В 2003 году поднялся в полулёгкий вес и выиграл боксёрский турнир на Центральноазиатских играх в Душанбе. Боксировал на чемпионате мира в Бангкоке, где в 1/8 финала был остановлен немцем Виталием Тайбертом.
В 2004 году стал вторым на чемпионате военнослужащих в Форт-Хуачука, выиграл бронзовую медаль на азиатском первенстве в Пуэрто-Принсесе. Благодаря череде удачных выступлений удостоился права защищать честь страны на летних Олимпийских играх в Афинах — в категории до 57 кг благополучно прошёл первого соперника по турнирной сетке, тогда как во втором бою в 1/8 финала со счётом 22:40 потерпел поражение от казаха Галиба Джафарова.
После афинской Олимпиады Хидиров остался в составе боксёрской команды Узбекистана и продолжил принимать участие в крупнейших международных соревнованиях. Так, в 2005 году он выступил на мировом первенстве в Мяньяне, где уже на предварительном этапе был побеждён титулованным россиянином Алексеем Тищенко. Добавил в послужной список бронзовую награду, полученную на Кубке химии в Галле.
Начиная с 2006 года выступал в лёгкой весовой категории, в частности в этом весе завоевал бронзовую медаль на Азиатских играх в Дохе — здесь на стадии полуфиналов его победил монгол Уранчимэгийн Монх-Эрдэнэ.
В 2007 году выиграл серебряную медаль на международном турнире братьев Кличко в Киеве, уступив в финале украинцу Александру Ключко, стал серебряным призёром чемпионата Азии в Улан-Баторе, где в решающем поединке был остановлен представителем КНДР Ким Сон Гуком. При этом на чемпионате мира в Чикаго попасть в число призёров не смог, проиграв в 1/8 финала турку Онуру Шипалу.
Пытался пройти отбор на Олимпийские игры 2008 года в Пекине, но на азиатских олимпийских квалификациях в Бангкоке и Астане выступил не очень удачно.
Впоследствии работал тренером по боксу. Входил в тренерский совет Федерации бокса Узбекистана, занимал должность старшего тренера юношеской сборной страны.